# Socotroniscus sacciformis
Socotroniscus sacciformis is een pissebed uit de familie Trachelipodidae. De wetenschappelijke naam van de soort is voor het eerst geldig gepubliceerd in 1996 door Franco Ferrara & Stefano Taiti.